# 三日月郵便局 (兵庫県)
三日月郵便局（みかづきゆうびんきょく）は兵庫県佐用郡佐用町にある郵便局である。

## 概要
住所：〒679-5199 兵庫県佐用郡佐用町三日月1245-2

## 沿革
- 1872年1月14日（明治4年12月5日） - 三日月郵便取扱所として開設。
- 1875年（明治8年）1月 - 三日月郵便局に改称。
- 2007年（平成19年）10月1日 - 民営化に伴い、併設された郵便事業播磨山崎支店三日月集配センターに一部業務を移管
- 2012年（平成24年）10月1日 - 日本郵便株式会社の発足に伴い、郵便事業播磨山崎支店三日月集配センターを三日月郵便局に統合

## 取扱内容
- 郵便、印紙、ゆうパック、内容証明
- 貯金、為替、振替、振込、国際送金、国債、投資信託
- 生命保険、バイク自賠責保険
- 地方公共団体事務（兵庫県住宅再建共済基金利用申込取次事務）
- ゆうちょ銀行ATM
- 「679-51xx」区域（旧三日月町域及びたつの市新宮町の西栗栖地域）の集配業務

## 周辺
- 三日月駅
- 佐用町役場三日月支所